# Camilo Rodríguez
Camilo Bryan Rodríguez Pedraza (Santiago, Chile, 4 de marzo de 1995) es un futbolista profesional chileno que se desempeña como lateral derecho y actualmente milita en Rangers de la Primera B de Chile.

## Trayectoria

### Colo-Colo

#### Temporada 2013/14
Debuta profesionalmente por el equipo albo, el 25 de julio de 2013 en la Copa Chile, en el partido contra Santiago Morning, en la victoria por 1-0 del Cacique.
En el 2014 Colo Colo se coronaria campeón del Clausura 2014 y bajando la tan anhelada estrella 30, en ese torneo Rodríguez jugaría solo 2 partidos y sumaría 110 en el cuerpo y consiguiendo su primer título como profesional a sus 18 años.

#### Temporada 2014/15
En el Apertura 2014 Colo Colo término tercero y Rodríguez solo jugó 2 encuentros y sumo apenas 15 minutos, por la Copa Chile 2014-15 Camilo no jugó, en el año 2014 Camilo Rodríguez solo jugó 4 partidos.
El 4 de febrero de 2015 Rodríguez sufriría su primera expulsión como profesional, en el triunfo de los albos por 3-1 sobre Unión Española en el Estadio Santa Laura comentiendo falta contra José Luis Sierra y recibiendo roja directa y provocaría un penal (que después atajo Paulo Garcés).
El 26 de febrero Rodríguez hizo su debut en competiciones internacionales, en la Copa Libertadores 2015 ingresando al minuto 69 por Jaime Valdés en la derrota por 3-1 sobre Independiente Santa Fe.
El 18 de abril Camilo debutó en clásicos contra la UC, ingresando en el entretiempo, los albos perderían por 3-0, el 22 de abril Colo Colo quedaría eliminado del grupo 1 de la Copa Libertadores 2015 en la última fecha, perderían por 2-0 sobre Atlético Mineiro en el Estadio Mineirao Rodríguez jugó de titular todo el partido.
En el Clausura 2015 Colo Colo terminaría segundo detrás de Cobresal, Rodríguez jugó 11 partidos y por la Copa Libertadores de América jugó 3 partidos.

#### Temporada 2015/16
El 31 de octubre de 2015 Camilo debutaba en un clásico del fútbol chileno. jugando de lateral derecho todo el partido, los albos vencerían por 2-0 a Universidad de Chile.
En el Apertura 2015 los albos fueron campeones y Rodríguez jugó 8 partidos, por la Copa Chile 2015 los Albos serían subcampeones Rodríguez jugó 3 partidos, en el 2015 Camilo Rodríguez jugó 25 partidos en el año.
En el Clausura 2016 Colo Colo terminaría segundo detrás de Universidad Católica, Rodríguez solo jugó 2 partidos y sumo 120 minutos, por la Copa Libertadores 2016 Rodríguez no disputó partidos, este fue uno de sus peores semestres en Colo Colo

### Everton
En julio de 2016, fue cedido a Everton de Viña del Mar, para sumar minutos.
Y fue comprado por Everton.

### Club deportivo Universidad de Concepción
El día miércoles 13 de marzo de 2024, fue presentado en el Club deportivo Universidad de Concepción para cumplir el rol de lateral derecho.

## Selección nacional

### Selecciones menores
En mayo de 2014, fue incluido en la nómina de 20 jugadores entregada por el director técnico Claudio Vivas para representar a Chile en el Torneo Esperanzas de Toulon de 2014, categoría sub-21, a disputarse entre el 21 de mayo y el 1 de junio. En dicho certamen, estuvo presente en tres partidos, todos como titular y jugando los 90', siendo su selección eliminada en primera fase, tras sumar apenas dos puntos en los cuatro encuentros que disputó.
Ya con experiencia en Primera División, el entonces técnico de la Selección chilena Sub-20, Hugo Tocalli, lo incluyó en la nómina de 23 jugadores que viajaron a Uruguay para disputar el Sudamericano Sub-20 de 2015, certamen en el cual disputó tres encuentros, siendo Chile eliminando en primera fase, tras tres derrotas y sólo un triunfo en dicho torneo, ubicándose último en el Grupo B.

#### Participaciones en Torneo Esperanzas de Toulon
| Torneo                              | Sede    | Resultado    | Partidos | Goles |
| ----------------------------------- | ------- | ------------ | -------- | ----- |
| Torneo Esperanzas de Toulon de 2014 | Francia | Primera fase | 3        | 0     |

#### Participaciones en Sudamericanos
| Torneo                      | Sede    | Resultado    | Partidos | Goles |
| --------------------------- | ------- | ------------ | -------- | ----- |
| Sudamericano Sub-20 de 2015 | Uruguay | Primera fase | 3        | 0     |

## Estadísticas
| Club | Div.             | Temporada        | Liga  | Liga  | Copas nacionales(1) | Copas nacionales(1) | Torneos internacionales(2) | Torneos internacionales(2) | Total | Total |
| Club | Div.             | Temporada        | Part. | Goles | Part.               | Goles               | Part.                      | Goles                      | Part. | Goles |
| --- | ---------------- | ---------------- | ----- | ----- | ------------------- | ------------------- | -------------------------- | -------------------------- | ----- | ----- |
| Colo-Colo 'B' · Chile | 3.ª              | 2012             | 11    | 0     | —                   | —                   | —                          | —                          | 11    | 0     |
| Colo-Colo 'B' · Chile | 3.ª              | 2013             | 7     | 0     | —                   | —                   | —                          | —                          | 7     | 0     |
| Colo-Colo 'B' · Chile | 3.ª              | 2013-14          | 9     | 0     | —                   | —                   | —                          | —                          | 9     | 0     |
| Colo-Colo 'B' · Chile | Total club       | Total club       | 27    | 0     | 0                   | 0                   | 0                          | 0                          | 27    | 0     |
| Colo-Colo · Chile | 1.ª              | 2013-14          | 3     | 0     | 1                   | 0                   | —                          | —                          | 4     | 0     |
| Colo-Colo · Chile | 1.ª              | 2014-15          | 13    | 0     | —                   | —                   | 3                          | 0                          | 16    | 0     |
| Colo-Colo · Chile | 1.ª              | 2015-16          | 10    | 0     | 3                   | 0                   | —                          | —                          | 13    | 0     |
| Colo-Colo · Chile | Total club       | Total club       | 26    | 0     | 4                   | 0                   | 3                          | 0                          | 33    | 0     |
| Everton · Chile | 1.ª              | 2016-17          | 21    | 0     | 1                   | 0                   | 2                          | 0                          | 24    | 0     |
| Everton · Chile | 1.ª              | 2017             | 15    | 0     | 1                   | 0                   | —                          | —                          | 16    | 0     |
| Everton · Chile | 1.ª              | 2018             | 21    | 1     | 2                   | 0                   | 1                          | 0                          | 24    | 1     |
| Everton · Chile | 1.ª              | 2019             | 16    | 0     | 5                   | 0                   | —                          | —                          | 21    | 0     |
| Everton · Chile | 1.ª              | 2020             | 23    | 0     | —                   | —                   | 0                          | 0                          | 23    | 0     |
| Everton · Chile | 1.ª              | 2021             | 15    | 0     | 1                   | 0                   | —                          | —                          | 16    | 0     |
| Everton · Chile | Total club       | Total club       | 111   | 1     | 10                  | 0                   | 3                          | 0                          | 124   | 1     |
| Deportes Antofagasta · Chile | 1.ª              | 2022             | 5     | 0     | 2                   | 0                   | 4                          | 0                          | 11    | 0     |
| Deportes Antofagasta · Chile | Total club       | Total club       | 5     | 0     | 2                   | 0                   | 4                          | 0                          | 11    | 0     |
| Total en carrera | Total en carrera | Total en carrera | 169   | 1     | 16                  | 0                   | 10                         | 0                          | 195   | 1     |
| (1) Incluye datos de Copa Chile. (2) Incluye datos de Copa Libertadores y Copa Sudamericana. (3) No incluye goles en partidos amistosos. |                  |                  |       |       |                     |                     |                            |                            |       |       |

## Palmarés

### Campeonatos nacionales
| Título           | Equipo    | País  | Año    |
| ---------------- | --------- | ----- | ------ |
| Primera División | Colo-Colo | Chile | 2014-C |
| Primera División | Colo-Colo | Chile | 2015-A |